# Farid Abrão David
Farid Abrão David (Nilópolis, 3 de abril de 1944 — Rio de Janeiro, 11 de dezembro de 2020) foi um político brasileiro de ascendência libanesa, atuante no município onde nasceu, e mais recentemente, na cidade vizinha, Mesquita. Também era conhecido por ser dirigente de Carnaval, na escola de samba Beija-Flor.
Era irmão do patrono da Beija-Flor de Nilópolis, Aniz Abraão David, primo de Simão Sessim e tio de Abraãozinho David. Seu filho Ricardo Abrão foi deputado estadual.

## Biografia
Farid foi prefeito de Nilópolis, eleito em outubro de 2016 com 60,10% dos votos (60.595 votos), foi deputado estadual por diversas vezes, pelo PDS, PFL e PP. Entre 2001 a 2008 foi Prefeito de Nilópolis. Foi presidente da Beija-Flor de Nilópolis por 18 anos, obtendo diversos títulos para agremiação a tornando conhecida no mundo inteiro. Mudou seu domicílio eleitoral em 2012, e concorreu à prefeitura de Mesquita, ficando em segundo lugar com 24,98% dos votos (24.466 votos).
Em 2013, retornou à presidência da Beija-Flor, após renúncia do antecessor Nelsinho Abraão.
Em 2014, foi eleito Deputado Estadual pelo PTB com 38.342 votos, sendo o candidato mais votado em Nilópolis.
Nas Eleições Municipais de 2016 foi eleito novamente a prefeito de Nilópolis pelo PTB com 60,10% votos válidos, sendo seu terceiro mandato após 8 anos afastado da prefeitura, sendo que seu sobrinho Sérgio Sessim foi prefeito entre 2009 a 2013. Seu mandato começou oficialmente em 1 de janeiro de 2017.

## Morte
Morreu no Rio de Janeiro, no dia 11 de dezembro de 2020, aos 76 anos. Farid estava internado no Hospital Copa D'Or com COVID-19. Com sua morte ainda em mandato como prefeito, foi sucedido por sua esposa, Jane Louise David, até a posse do prefeito eleito para o mandato seguinte, seu sobrinho, Abraãozinho David.